# Jamnagar (stad)
Jamnagar is een stad in het noordwesten van India in de deelstaat Gujarat. De stad ligt district Jamnagar met dezelfde naam en had 668 000 inwoners bij de volkstelling van 2023. Jamnagar ligt aan de zuidoever van de Golf van Kutch. Jamnagar is een belangrijke industrieplaats. De raffinaderij van Jamnagar verwerkt ongeveer 1 200 000 barrel per dag en is daarmee de grootste raffinaderij in de wereld.